# Маріупольський грецький театр

Меморіальна дошка, проспект Леніна, 24

Маріупольський грецький театр був заснований 1878 року. Фінансову допомогу надав заможний купець Василь Шаповалов, що належав до роду урзуфських Шаповалових.
Діяв театр у колишньому приміщенні Російського театру по проспекту Леніна. Будівля не збереглась, проте на будинку № 24 встановлено меморіальну дошку.

## Історія
У 20-ті роки 20 століття в СРСР була розгорнута політика коренізації. Відтак створюється грецька газета «Колехтивістис», приділяється увага розвитку мережі початкових і середніх грецькомовних шкіл, організуються грецькі відділення в технікумах, проводиться реформа грецької мови.
Поряд з питаннями освіти, велике значення надавалося створенню суспільно-просвітницьким об'єднанням греків, в першу чергу — клубів і драматичних гуртків. Особливий розвиток серед греків отримало істинно грецьке мистецтво — театральне. 1933 року у Маріуполі був створений грецький театр з ініціативи румейського поета Г. А. Костоправа, який сам писав для театру п'єси. Так само писав і перекладав для свого театру його завліт Данило Теленчі.
Через те, що серед греків Приазов'я поширені дві мови — урумська та румейська — режисери і сценаристи виробили своєрідну мову-койне, щоб п'єси стали зрозумілими будь-кому. Сценаристи театру перекладали на грецьку класику, зокрема Мольєра, Пушкіна, радянських драматургів. На сцені театру ставили й трагедії Софокла. Потім почали писати власні п'єси про життя робітників і селян.
Із жовтня 1933 р. колектив театру готує виставу «Роман-середній» за п'єсою Миколи Куліша «Прощай, село» в перекладі Г. Костоправа. Прем'єра вистави відбулася 5 червня 1934 року в Зимовому театрі в Маріуполі.
У 1936—37 рр. театр брав участь у Першій та Другій обласних олімпіадах робітничо-колгоспних театрів Донеччини. В його репертуарі тоді були вистави «Платон Кречет» за однойменною п'єсою О. Корнійчука та «Маленькі трагедії» О. Пушкіна.
Після згортання коренізації 1937 року театр було закрито, а більшість його співробітників репресовано.